# Sust

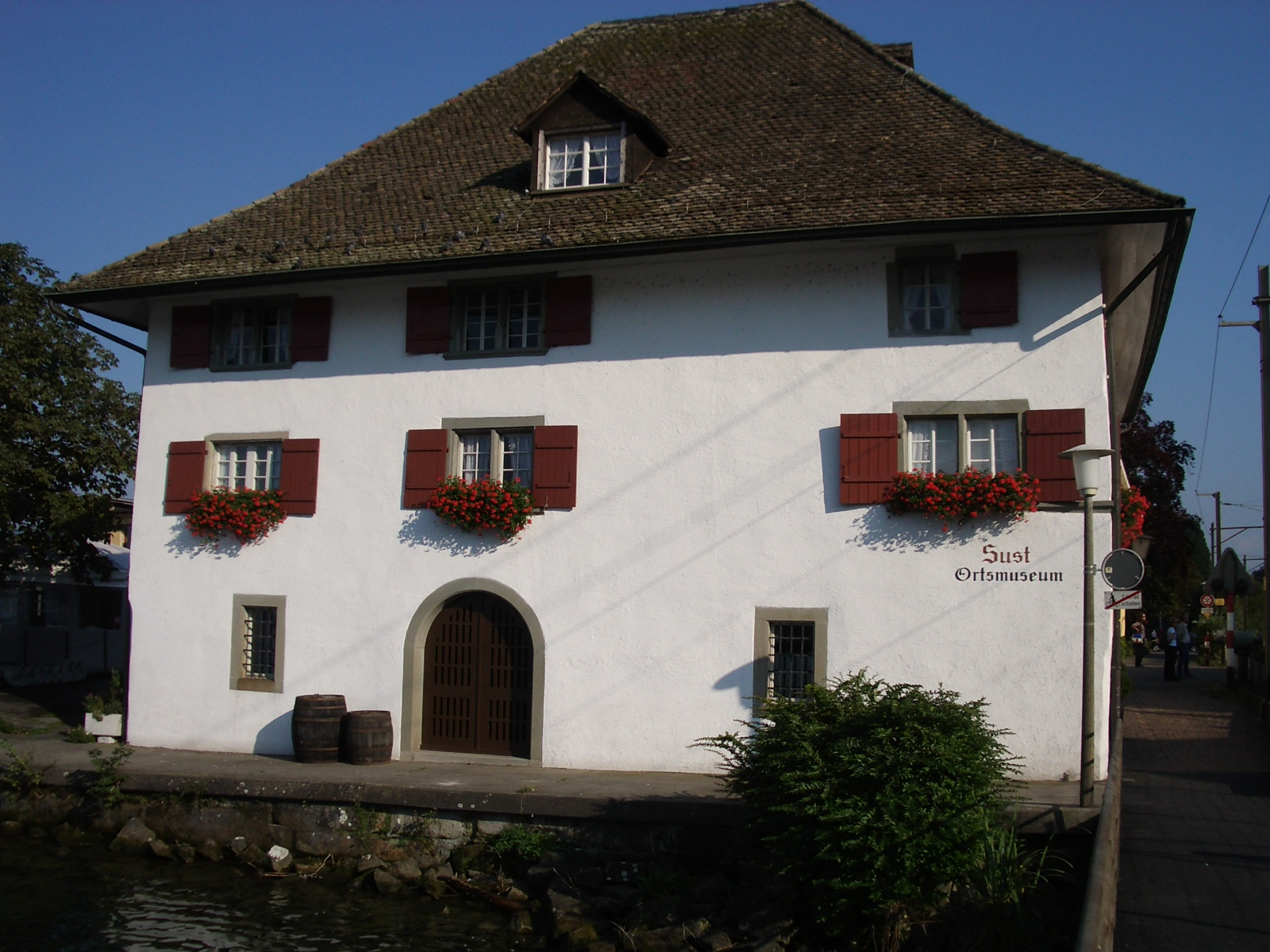
Sust in Horgen

Eine Sust ist ein Güterumschlagplatz, der ein Lagerhaus mit Verwaltungsteil hat, das ebenfalls Sust genannt wird.
Zur Zeit des Säumerwesens mussten die transportierten Waren auf längeren Strecken mehrfach umgeladen werden. So waren die Säumer teilweise in Porten genannten Genossenschaften organisiert, die ein Transportmonopol auf bestimmten Strecken hatten. An den Enden dieser Strecken musste das Transportgut bei einer Sust umgeladen und an eine andere Genossenschaft übergeben werden. Susten dienten der Unterbringung der Waren in der Nacht. Einige Susten stehen am Seeufer und dienten dem Umladen der Waren vom Schiff auf Saumtiere und umgekehrt.
Solche Susten gibt es heute noch entlang der alten Handelsrouten in den Alpen und der Güterumschlagplätze an den Seen, wie am Zürichsee in Horgen sowie am Vierwaldstättersee in Stansstad und Flüelen. Auch bei dem Ort Susten im Wallis deutet der Ortsname auf die Leuker Suste hin, wobei dort aus der Säumerzeit baulich nichts mehr erhalten ist.
Die Bezeichnung Sust wurzelt im italienischen Wort Sosta für einen Rastplatz. Von ihr leitet sich wiederum der Name Sustenpass ab.

## Susten in der Schweiz (Auswahl)
- Alpnachstad[1]
- Flüelen[2]
- Frutigen[3]
- Horgen
- Küssnacht[4]
- Lachen[5]
- Prato (Leventina)[6]
- Silenen[7]
- Stansstad[8]
- Visp, Pflanzetta
- Ziegelbrücke[9]
- Zug[10]